# Tyle co nic
Tyle co nic – polski filmowy dramat społeczny z 2023 roku w reżyserii Grzegorza Dębowskiego, zrealizowany według jego własnego scenariusza. Za produkcję filmu odpowiadali Agnieszka Skalska, Jacek Bromski, Jerzy Kapuściński i Ewa Jastrzębska. Zdjęcia kręcono w Godkach k. Olsztyna.
Tyle co nic odniosło wielki sukces festiwalowy. Film zdobył m.in. sześć nagród na Festiwalu Polskich Filmów Fabularnych (w tym za debiut reżyserski, główną rolę debiutującego Artura Paczesnego i drugoplanową rolę Agnieszki Kwietniewskiej), Orła za odkrycie roku, Grand Prix „Jańcio Wodnika” na festiwalu Prowincjonalia, nagrodę FIPRESCI na Międzynarodowym Festiwalu Kina Niezależnego „Off Camera” oraz sześć nagród na Koszalińskim Festiwalu Debiutów Filmowych „Młodzi i Film” (w tym Grand Prix Wielkiego Jantara).

## Fabuła
Akcja filmu skupia się wokół grupy rolników, którzy organizują protest pod domem posła, który zignorował ich lokalne postulaty. Ku przerażeniu rolników odkryte zostaje ciało jednego z nich, o co podejrzewany jest lider protestu, Jarek, najbliższy przyjaciel denata. Jarek próbuje odnaleźć prawdziwego sprawcę morderstwa.

## Nagrody
| Rok  | Festiwal/instytucja                                     | Nagroda                                                              | Nominowani                          | Wynik     |
| ---- | ------------------------------------------------------- | -------------------------------------------------------------------- | ----------------------------------- | --------- |
| 2023 | Festiwal Polskich Filmów Fabularnych                    | Don Kichot, Nagroda Polskiej Federacji Dyskusyjnych Klubów Filmowych | Grzegorz Dębowski                   | Wygrana   |
| 2023 | Festiwal Polskich Filmów Fabularnych                    | Nagroda za debiut reżyserski lub drugi film                          | Grzegorz Dębowski                   | Wygrana   |
| 2023 | Festiwal Polskich Filmów Fabularnych                    | Złoty Pazur za film w kategorii: Inne Spojrzenie                     | Grzegorz Dębowski                   | Wygrana   |
| 2023 | Festiwal Polskich Filmów Fabularnych                    | Nagroda za drugoplanową rolę kobiecą                                 | Agnieszka Kwietniewska              | Wygrana   |
| 2023 | Festiwal Polskich Filmów Fabularnych                    | Nagroda za scenariusz                                                | Grzegorz Dębowski                   | Wygrana   |
| 2023 | Festiwal Polskich Filmów Fabularnych                    | Nagroda za główną rolę męską                                         | Artur Paczesny                      | Wygrana   |
| 2024 | Polska Akademia Filmowa                                 | Orzeł za odkrycie roku                                               | Grzegorz Dębowski                   | Wygrana   |
| 2024 | Polska Akademia Filmowa                                 | Orzeł za najlepszą reżyserię                                         | Grzegorz Dębowski                   | Nominacja |
| 2024 | Polska Akademia Filmowa                                 | Orzeł za najlepszy scenariusz                                        | Grzegorz Dębowski                   | Nominacja |
| 2024 | Festiwal Reżyserii Filmowej we Wrocławiu                | Złoty Dzik                                                           | Grzegorz Dębowski                   | Wygrana   |
| 2024 | Prowincjonalia                                          | Nagroda Główna „Jańcio Wodnik” za najlepszy film fabularny           | Grzegorz Dębowski                   | Wygrana   |
| 2024 | Prowincjonalia                                          | „Jańcio Wodnik” za najlepszą rolę męską                              | Artur Paczesny                      | Wygrana   |
| 2024 | Prowincjonalia                                          | Nagroda Dziennikarzy                                                 | Grzegorz Dębowski                   | Wygrana   |
| 2024 | Międzynarodowy Festiwal Kina Niezależnego „Off Camera”  | Nagroda FIPRESCI                                                     | Grzegorz Dębowski                   | Wygrana   |
| 2024 | Nyski Festiwal Filmowy w Żytawie                        | Nagroda dla najlepszego filmu fabularnego                            | Grzegorz Dębowski                   | Wygrana   |
| 2024 | Tarnowska Nagroda Filmowa                               | Nagroda Specjalna Jury                                               | Grzegorz Dębowski                   | Wygrana   |
| 2024 | Fundacja im. Weroniki Migoń                             | Nagroda im. Weroniki Migoń                                           | Grzegorz Dębowski Agnieszka Skalska | Wygrana   |
| 2024 | Koszaliński Festiwal Debiutów Filmowych „Młodzi i Film” | Wielki Jantar za pełnometrażowy debiut fabularny                     | Grzegorz Dębowski                   | Wygrana   |
| 2024 | Koszaliński Festiwal Debiutów Filmowych „Młodzi i Film” | Nagroda za scenariusz                                                | Grzegorz Dębowski                   | Wygrana   |
| 2024 | Koszaliński Festiwal Debiutów Filmowych „Młodzi i Film” | Nagroda za zdjęcia                                                   | Aleksander Pozdnyakov               | Wygrana   |
| 2024 | Koszaliński Festiwal Debiutów Filmowych „Młodzi i Film” | Nagroda za szczególny wkład twórczy debiutanta                       | Agata Wińska                        | Wygrana   |
| 2024 | Koszaliński Festiwal Debiutów Filmowych „Młodzi i Film” | Nagroda za debiut aktorski                                           | Artur Paczesny                      | Wygrana   |
| 2024 | Koszaliński Festiwal Debiutów Filmowych „Młodzi i Film” | Nagroda Dziennikarzy                                                 | Grzegorz Dębowski                   | Wygrana   |
| 2024 | Lubuskie Lato Filmowe                                   | Nagroda Organizatorów im. Juliusza Burskiego                         | Grzegorz Dębowski                   | Wygrana   |
| 2024 | Międzynarodowy Festiwal Filmowy w Odessie               | Nagroda dla najlepszego filmu europejskiego                          | Grzegorz Dębowski                   | Wygrana   |
| 2024 | Gildia Reżyserów Polskich                               | Nagroda im. Krzysztofa Krauzego                                      | Grzegorz Dębowski                   | Nominacja |
| 2024 | Tirana European Youth Film Festival                     | Nagroda dla najlepszego filmu                                        | Grzegorz Dębowski                   | Wygrana   |
| 2024 | Tirana European Youth Film Festival                     | Nagroda za reżyserię                                                 | Grzegorz Dębowski                   | Wygrana   |